# Stiff Upper Lip (canción)
«Stiff Upper Lip» es una canción de la banda británica de hard rock AC/DC. Esta canción es un sencillo que forma parte de su álbum Stiff Upper Lip, lanzado en 2000, y está compuesta por Angus Young y Malcolm Young. 
La canción fue el primer sencillo de su álbum, encabezó la lista Billboard Hot Mainstream Rock Tracks y fue tocada por primera vez en el late show estadounidense Saturday Night Live el 18 de marzo de 2000.

## Lista de canciones
Todas las letras escritas por Angus Young Malcolm Young, toda la música compuesta por AC/DC. 
| Lanzamiento promocional |                            |          |  |
| N.º                     | Título                     | Duración |  |
| 1.                      | «Stiff Upper Lip»          | 3:37     |  |
| 2.                      | «Hard as a Rock (en vivo)» | 4:48     |  |
| 3.                      | «Ballbreaker (en vivo)»    | 4:38     |  |

## Video musical
El video musical, dirigido por Andy Morahan, comienza con la banda conduciendo por la calle en un Hummer H1 1997 rojo cuando quedan atrapados en un embotellamiento de tránsito. A continuación, la banda se baja en un callejón, y comienzan a tocar la canción en la calle, con Angus Young tocando sobre una camioneta al igual que Malcolm Young, Cliff Williams en una ventana y Brian Johnson y Phil Rudd en el callejón. 
La canción que la banda estaba escuchando antes de que se produzca el embotellamiento era It's a Long Way to the Top (If You Wanna Rock 'n' Roll), una canción lanzada cuando el fallecido cantante de AC/DC Bon Scott era miembro de la banda. El video musical fue incluido en el DVD recopilatorio Family Jewels, disco 3, lanzado en 2007.

## Posición en las listas
| Lista (2000)                              | Mejor posición |
| ----------------------------------------- | -------------- |
| Finlandia (OFC)                           | 18             |
| Estados Unidos (Bubbling Under Hot 100)   | 15             |
| Estados Unidos (Mainstream Rock Tracks)   | 1              |
| Reino Unido (The Official Charts Company) | 65             |

### Sucesión en listas
| Anterior: «No Leaf Clover» de Metallica | Mainstream Rock Tracks — Sencillo Nro 1 11 de marzo de 2000 — 1 de abril de 2000 | Siguiente: «Kryptonite» de 3 Doors Down |

## Personal
- Brian Johnson – vocalista
- Angus Young – guitarra solista
- Malcolm Young – guitarra rítmica, coros
- Cliff Williams – bajo, coros
- Phil Rudd – batería